# Josef Panáček
Josef Panáček (n. 8 septembrie 1937, Staré Město⁠(d), Zlín, Cehia – d. 5 aprilie 2022) a fost un trăgător de tir ce a reprezentat Cehoslovacia, medaliat olimpic. A participat la 2 ediții ale Jocurilor Olimpice (1976, 1980) în care a câștigat o medalie de aur.